# Fateixa (Cabo Verde)

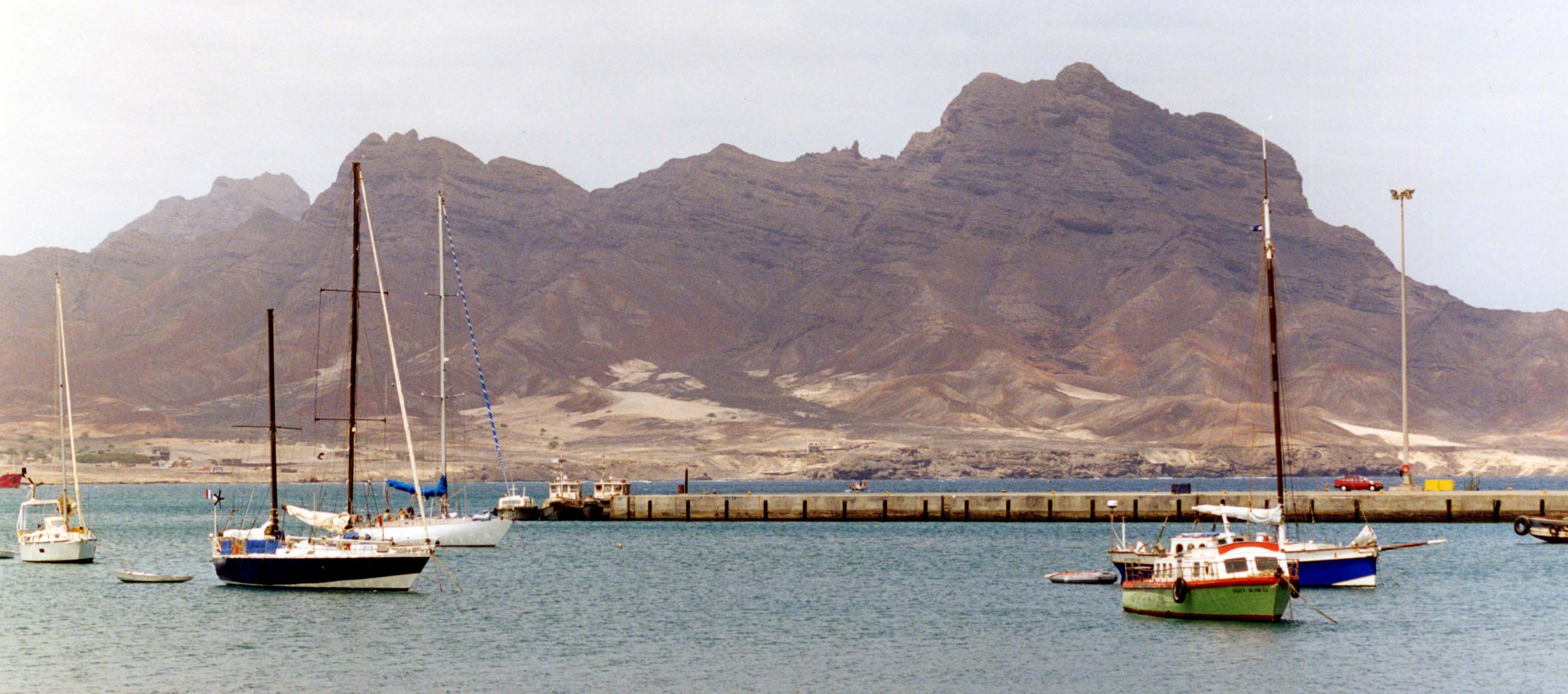
O Monte Cara faz parte do mesmo complexo montanhoso que o pico de Fateixa.

O pico de Fateixa é um monte de 571 m no oeste da ilha de São Vicente, Cabo Verde, no conjunto que inclui o Monte Cara, mais a nordeste. A sudeste, no vale de São Pedro, encontra-se o aeroporto.
| Ilha de São Vicente |
| --- |
| Zonas e Lugares Baía das Gatas \| Calhau \| Lameirão \| Lazareto \| Madeiral \| Mato Inglês \| Mindelo \| Praia do Norte \| Ribeira da Vinha \| Ribeira de Calhau \| Ribeira de Julião \| Salamansa \| São Pedro \| Seixal |
| Montanhas Fateixa \| Madeiral \| Monte Cara \| Monte Verde \| Tope de Caixa \| Topona |
| Ribeiras Ribeira de Julião |
| Outros Flamengos \| Fontainhas \| João Evora \| Palha Carga \| Pé de Verde \| Praia Grande \| Saragaça \| Viana |
| Cabo Verde \| Sotavento \| São Vicente |